# جاك ماهر
جاك ماهر (بالإنجليزية: Jack Maher)‏ (28 أكتوبر 1999 بكاسيفيل في الولايات المتحدة - ) هو لاعب كرة قدم أمريكي في مركز الدفاع.

## وصلات خارجية
- جاك ماهر على موقع الدوري الأمريكي (الإنجليزية)
- جاك ماهر على موقع قاعدة بيانات كرة القدم.إي يو (الإنجليزية)
- جاك ماهر على موقع Soccerway.com (الإنجليزية)
- جاك ماهر على موقع عالم كرة القدم.نت (الإنجليزية)